# Wai Wong
Wai Wong (Weesp, 13 maart 1988) is een  Nederlandse voormalige handballer. Sinds 2018 is hij assistent-coach van het eerste herenteam van Aalsmeer.

## Biografie
Wong is zijn handbalcarrière begonnen bij We Have in Weesp en kwam op 9-jarige leeftijd over naar Aalsmeer. Hij heeft de hele jeugdopleiding bij Aalsmeer doorlopen evenals de diverse nationale selecties. In 2004 debuteerde hij in het eerste team van Aalsmeer. In 2009 won hij de Supercup, de Beneliga en het landskampioenschap. Ook maakte hij deel uit van de Oranje U21 selectie die in 2009 deelnam aan het WK U21 in Egypte en daar op een veertiende plaats eindigde.  
Na het WK vertrok hij naar Duitsland. Hij speelde een jaar bij de tweede teams van TSV Bayer Dormagen en twee jaar bij TBV Lemgo in de 3. Liga. Na drie jaar keerde hij terug bij Aalsmeer waarna hij ook is begonnen met de cursussen tot handbaltrainer welke hij heeft afgerond met het behalen van zijn HT4 diploma.